# (20343) Vaccariello
(20343) Vaccariello est un astéroïde de la ceinture principale d'astéroïdes.

## Description
(20343) Vaccariello est un astéroïde de la ceinture principale d'astéroïdes. Il fut découvert le 21 avril 1998 à Socorro (Nouveau-Mexique) par le projet LINEAR. Il présente une orbite caractérisée par un demi-grand axe de 2,52 UA, une excentricité de 0,09 et une inclinaison de 4,4° par rapport à l'écliptique.

## Compléments